# 织造
織造，官名，明清時於南京应天府（江宁府）、苏州府、杭州府等地區各地设专局，掌理織造皇家所需的各項衣物、布料等，以供皇帝及宫廷祭祀颁赏之用。
明代以宦官充任，設有「提督織造太監」；清初沿用，後改以內務府官吏擔任，是為織造。康熙帝重用之親信往往任為織造，順便刺探地方官聲民情，有特工的功能。如江南三织造——苏州织造李煦、江宁织造曹寅、杭州织造孙文成。所设机构，在当时称织造衙门:70。
著有《经义斋集》、《学统》、《闲道录》，《学规》等。。

## 明代官职
- 南京提督太监，一员；
- 苏州提督太监，一员；
- 杭州提督太监，一员。